# 帕朗塔布寺
帕朗塔布寺，是泰國北碧府賽育縣的一間佛教寺廟，由於寺內養了多頭老虎，有「老虎廟」之稱，是當地著名景點。
該寺於1999年養有第一隻老虎，多年以後增至超過100隻。遊客付錢後可於寺內與老虎合照或牽引牠們步行，該寺向遊客提供的服務，被指一年收入超過500萬美元。
因有動物保護組織指控該寺涉及非法買賣野生動物，於2016年經政府搜查證實；由於帕朗塔布寺進行著種種涉嫌虐待動物的非法活動，現已被政府勒令停業。

## 非法販賣野生動物事件

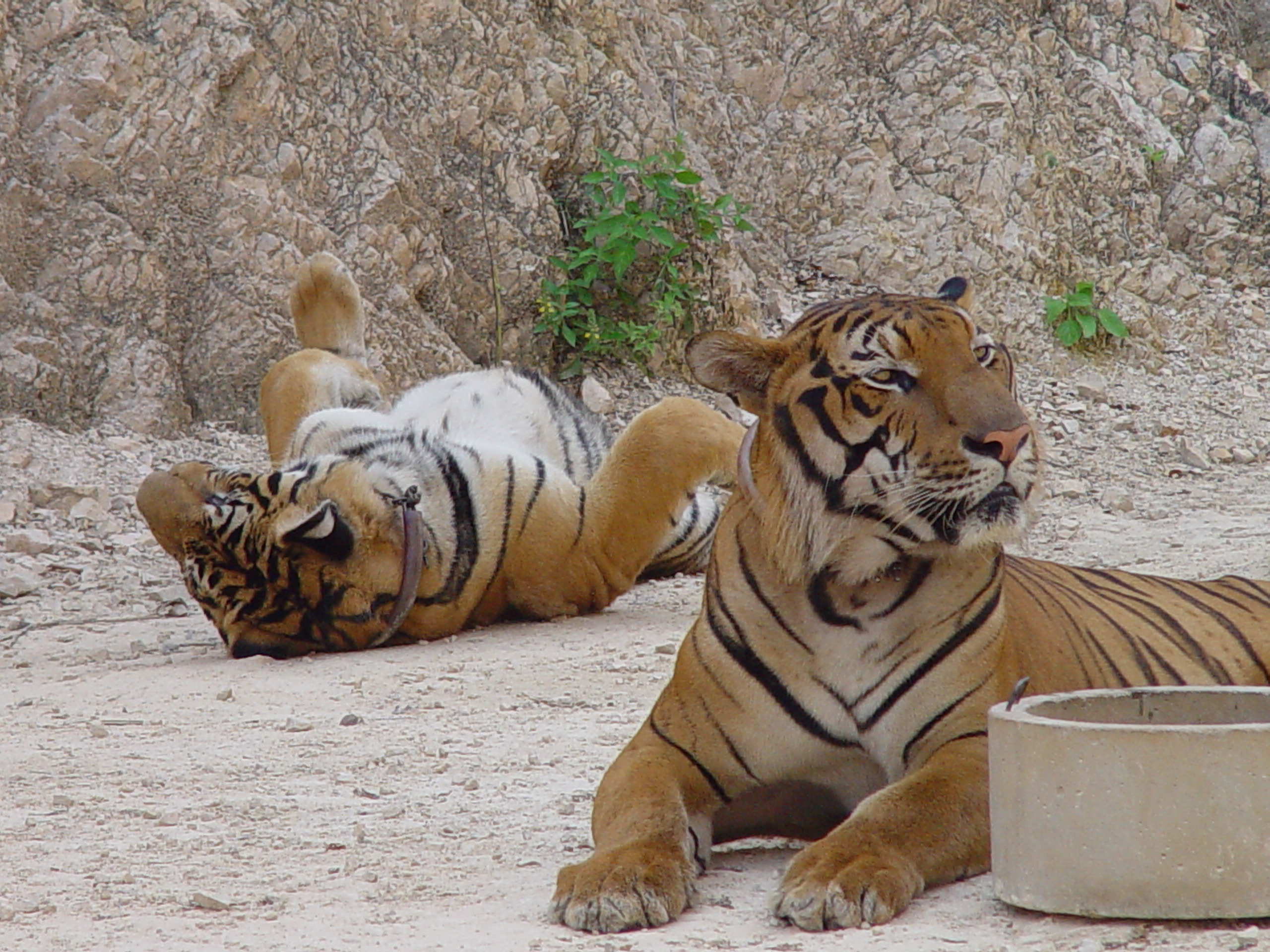
老虎廟中的老虎。事後寺方被質疑為老虎注射鎮靜劑使牠們變溫馴。

老虎廟是泰國當地的熱門旅遊景點，原本非法飼養了147隻老虎，國家野生動植物公園廳早前先後2次遷移老虎，但只遷走其中10隻。早前又有消息指，3隻雄獅神秘失蹤，懷疑被販賣，而泰國政府於2015年4月，經調查後，確認此事屬實。然而當局之後卻繼續向寺廟發出動物園牌照，讓寺廟可以名正言順飼養和購買老虎。泰國野生動物朋友基金會強烈反對，認為政府助長濫捕歪風。
2016年5月30日，泰國警方等相關部門進入該寺搜查，發現40具老虎幼崽的屍體及部分被冷凍封存的老虎身體器官，並攔下僧人準備開走的卡車，車上被發現載有虎骨、虎皮；一名參與行動的官員對此表示「已死幼虎對虎廟有一定價值，虎骨及老虎身體的某些部位會被拿來製作成藥品，在黑市上出售」。警方總共從該寺解救了137隻成年老虎和馬來熊、犀鳥等動物，將牠們安置在泰國中部的動物繁殖中心。
此外泰國警方也起訴涉嫌走私野生動物的22人，包括3名試圖偷運老虎皮離去的僧人和虎廟管理基金會的17名成員。
截至2019年9月，獲救的147隻老虎已有過半數死亡。